# さよならの表情
「さよならの表情」（さよならのひょうじょう）は、キンモクセイの14作目のシングル。2006年10月18日発売。発売元はBMGファンハウス。

## 解説
毎日放送『世界ウルルン滞在記』エンディングテーマ。

## トラック
1. さよならの表情 [4:48]
（作詞・作曲:伊藤俊吾、編曲:澤近泰輔）
2. 真っ赤な林檎にお願い [5:21]
（作詞・作曲: 伊藤俊吾、編曲:キンモクセイ）
3. さよならの表情 [オリジナル・カラオケ]
4. 真っ赤な林檎にお願い [オリジナル・カラオケ]

## 収録アルバム
- ベスト・コンディション 〜kinmokusei single collection〜 (#1,2)